# Orden del Finnegans

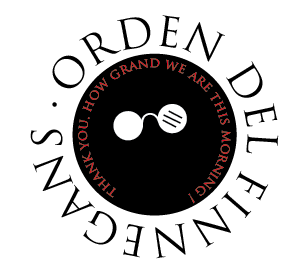
La Orden del Finnegans.

La Orden del Finnegans tiene como único propósito la veneración de la novela Ulises de James Joyce. Los miembros de esta orden se obligan a venerar la obra y, si es posible, asistir a Dublín en una jornada de Bloomsday que acaba en la Torre Martello (donde se inicia la novela) en Sandycove, para leer unos fragmentos. Tras ese acto anual caminan hasta el pub Finnegans en la vecina población de Dalkey donde dan fin a su acto anual.

## Caballeros
- Eduardo Lago. Escritor.
- Antonio Soler. Escritor.
- Jordi Soler. Escritor.
- Enrique Vila-Matas. Escritor.
- Malcolm Otero Barral. Editor.
- José Antonio Garriga Vela. Escritor. 2009
- Emiliano Monge. Escritor. Mexicano

Cada año se puede añadir un miembro, siempre que 4/5 de los caballeros de la orden así lo acepten.
El 16 de junio de 2010 la Orden decidió, por unanimidad, incorporar a José Antonio Garriga Vela. El juramento fue pronunciado en la Torre Martello en Sandycove.

## Lema
Su lema es la última frase del capítulo sexto del Ulises:
«Gracias. ¡Qué grandes estamos esta mañana!» («Thank you. How grand we are this morning!»)
Esta frase la pronunciaron todos los miembros en un escenario, frente a numeroso público, el Bloomsday del año 2009.

## Sitio Oficial
- La Orden del Finnegans[1]